# Lilla Gravtjärnen (Leksands socken, Dalarna)
Lilla Gravtjärnen är en sjö i Leksands kommun i Dalarna och ingår i Dalälvens huvudavrinningsområde.